# Relocări în țări terțe
Relocarea în țări terțe sau relocarea refugiaților este, potrivit UNHCR, una dintre cele trei soluții durabile (repatrierea voluntară și integrarea locală fiind celelalte două) pentru refugiații care au fugit din țara lor de origine. Refugiații relocați au dreptul de a locui pe termen lung sau permanent în țara de relocare și pot avea, de asemenea, dreptul de a deveni cetățeni ai țării respective.
Refugiații relocați pot fi denumiți și refugiați contingenți sau pe bază de cotă, deoarece țările primesc doar un anumit număr de refugiați în fiecare an. În 2016, existau 65,6 milioane de persoane strămutate forțat în întreaga lume, iar aproximativ 190.000 dintre acestea au fost relocate într-o țară terță. Canada este lider mondial în relocarea refugiaților; a relocat peste 47.600 de persoane în 2022. Statele Unite a fost lider mondiali în relocarea refugiaților timp de decenii, până în 2018.

## Istoric
- Organizația Internațională pentru Refugiați a relocat peste 1 milion de refugiați între anii 1947 și 1951. Aceștia au fost împrăștiați în toată Europa după Al Doilea Război Mondial. (Majoritatea refugiaților germani au fost încorporați în Germania de Vest și de Est). 80% dintre aceștia au fost relocați în afara Europei. Un exemplu pentru cei relocați în Europa sunt cei 150.000 de soldați polonezi și familiile lor care au fost relocați în Regatul Unit până în 1949; cei mai temuți sunt represaliile din partea autorităților sovietice.[4][5]
- Din cauza invaziei sovietice a Ungariei în 1956, 200.000 de maghiari au fugit în Iugoslavia și Austria. Aproape toți cei 180.000 de maghiari care au fugit în Austria au fost relocați în 37 de țări terțe în decurs de trei ani. Invazia sovietică a Cehoslovaciei în 1968 a avut același efect; mulți cehoslovaci au fugit din țara lor și au fost ulterior relocați.[6]
- Cea mai mare parte a minorității asiatice a fost expulzată din Uganda în 1972, iar aproximativ 40.000 de asiatici ugandezi au fost relocați în țări terțe.
- În urma unei lovituri de stat din Chile, în 1973, 5.000 de refugiați din țările vecine au fost relocați.
- 650.000 de refugiați vietnamezi au fost relocați în Statele Unite în timpul și după războiul din Vietnam.[7]
- Între aprilie 1992 și iunie 1997, în urma primului război din Golf, aproximativ 21.800 de irakieni au fost acceptați pentru relocare din Arabia Saudită.
- În contextul destrămării Iugoslaviei, între 1992 și iulie 1993, peste 11.000 de deținuți din locurile de detenție din Bosnia și Herțegovina au plecat spre țări terțe. Până în iunie 1997, UNHCR fusese implicat direct în relocarea a aproximativ 47.000 de refugiați din fosta Iugoslavie.
- Peste 100.000 de refugiați din Myanmar au fost relocați din taberele de refugiați din Thailanda din 2004, iar tot atâtea persoane au fost relocate din Malaezia în aceeași perioadă.
- 600.000 de yemeniți au fost relocați din țara lor natală din Yemen în țări terțe începând cu 2014, în urma unui conflict împotriva rebelilor Houthi.